# 渡辺ゆかり (声優)
渡辺 ゆかり（わたなべ ゆかり、1985年3月16日 - ）は、日本の女性声優。栃木県出身。プロダクション・エコー所属。

## 略歴
以前はIAMエージェンシー、オフィスPACに所属していた。
2025年3月31日、同日付でオフィスPACが事業停止したことに伴い、翌4月1日付でプロダクション・エコーに移籍。

## 人物
特技にはコントラバスとベース、趣味には写真とイラストをそれぞれ挙げている。
資格は英語検定3級、ピアノグレード7級。

## 出演
太字はメインキャラクター。

### テレビアニメ
2016年
- ユーリ!!! on ICE（女性B、グァンホンのコーチ）

2017年
- 神撃のバハムート VIRGIN SOUL

2018年
- 剣王朝（小僧、老婆、女官A）
- ルパン三世 PART5（サモサ売りの女性、セシリア）

2021年
- ルパン三世 PART6（2021年 - 2022年、ノーラ、編集長）

2022年
- 平家物語（乳母）
- ダンス・ダンス・ダンスール（職員）

2023年
- 天国大魔境（加藤）
- 勇者が死んだ!（お婆さん）
- 名探偵コナン（おばさん）

2024年
- 烏は主を選ばない（六つの花）

2025年
- 魔法使いの約束（市民、母親）
- ダンダダン（ジジの母）

### 劇場アニメ
- LUPIN THE IIIRD 血煙の石川五ェ門（2017年、賭博客、モデル）

### Webアニメ
- DEVILMAN crybaby（2018年、民衆8）
- 無限の住人-IMMORTAL-（2019年 - 2020年、店の女、女）
- 日本沈没2020（2020年、避難民A、女性スタッフB、男性Aの母親）

### ゲーム
- 久遠の絆（2011年、樟葉）
- シューティングガール（2015年、鷹久佐仁美）
- ドラゴンクエストXI 過ぎ去りし時を求めて（2017年）
- コードギアス 反逆のルルーシュ ロストストーリーズ（2022年）

### ドラマCD
- 声優男子ですが…?
- 七人の妖

### 吹き替え

#### 映画
- アート・オブ・ウォー ※Netflix版
- 愛すべき夫妻の秘密
- 赤毛のアン[17]
- アクシデントマン（チャーリー・アダムズ〈アシュリー・グリーン〉）
- アクシデントマン:ヒットマンズホリデー（ズーザー夫人〈フラミニヤ・チンクェ〉）
- アバター:ウェイ・オブ・ウォーター[18]
- アフターパーティー（英語版）
- アンカット・ダイヤモンド
- インフェルノ
- エクソシスト3 ※Netflix版
- エターナル 奇蹟の出会い（ロシア語版）（ナージャ〈ミラ・ジョヴォヴィッチ〉）
- 俺たち喧嘩スケーター2: 最後のあがき（グラット夫人〈エレン・デイビット（英語版）〉）
- キッズレーサー 魔法のメダルと秘密のサーキット（アンダリー）
- グッド・オン・ペーパー
- クローズド・バル 街角の狙撃手と8人の標的（スペイン語版）
- クロス・ウォーズ
- 刑事グロム VS 粛正の疫病ドクター
- ゴーストバスターズ/フローズン・サマー[19]
- 心のカルテ
- ザ・クリミナル 合衆国の陰謀
- ザ・サークル（ジェシカ・ヴィラロボス博士〈プールナ・ジャガナサン〉）
- サバービコン 仮面を被った街
- ザ・レポート（マーシー・モリス〈リンダ・パウエル〉）
- ザ・ロストシティ（ファン女3[20]）
- 純粋の時代（朝鮮語版）（チョン夫人〈カン・ギョンホン〉）
- ジョン・マルコヴィッチのレディース・ルーム（ジュリア）
- スター・ウォーズ/スカイウォーカーの夜明け
- 世界にひとつの金メダル
- セント・エルモス・ファイアー（ビーミッシュ夫人〈ジョイス・ヴァン・パタン〉[21]）※ザ・シネマ版
- ソーシャル・キラー 金曜日のネットストーカー
- だめんず・コップ2
- ダラス・バイヤーズクラブ（イブ・サックス〈ジェニファー・ガーナー〉）
- ダンジョンズ&ドラゴンズ/アウトローたちの誇り[22]
- チャイニーズ・フェアリー・ストーリー（中国語版）（芍薬〈スン・リー〉）
- テロ、ライブ（パク・ジョンミン主任〈チョン・ヘジン（朝鮮語版）〉）
- ドクター・スリープ（ミセス・ロバートソン〈ディドラ・ムーア〉[23]）
- トップガン マーヴェリック（女性管制官1[24]）
- バイオレンス・マックス
- 白髪妖魔伝（中国語版）（玉羅殺〈ファン・ビンビン〉）
- 運び屋（刑事）※ソフト版、（弁護士[25]）※BSテレ東版
- パシフィック・ウォー
- 百万長者と結婚する方法 ※PDDVD版
- ビルとテッドの時空旅行 音楽で世界を救え!（ミッシー〈エイミー・ストイック＝ポイントン〉[26]）
- フィール・ザ・ビート
- ブラッド・レッド・スカイ
- ブルー きみは大丈夫[27]
- マーベル・シネマティック・ユニバース
  - シャン・チー/テン・リングスの伝説（怯える女[28]）
  - スパイダーマン:ファー・フロム・ホーム（ジャニス・リンカーン〈クレア・ラッシュブルック〉）
  - ガーディアンズ・オブ・ギャラクシー:VOLUME 3[29]
- 南の島のリゾート式恋愛セラピー（シンシア〈クリスティン・ベル〉）※ソフト版
- Merry Christmas! 〜ロンドンに奇跡を起こした男〜（右のメイド）
- モーグリ: ジャングルの伝説
- 善き人に悪魔は訪れる（テリー〈タラジ・P・ヘンソン〉[30]）
- ラン・ラビット・ラン
- リトルデビル
- RED/レッド
- ローグ・ワン/スター・ウォーズ・ストーリー
- ローマの休日（リカルディ[31]〈ラウラ・ソラーリ〉、靴屋〈ゴレラ・ゴリ〉）※日本テレビ版2
- ロジャー・コーマン デス・レース 2050（英語版）
- 別れる決心（女性医師[32]）

#### ドラマ
- アクエリアス 刑事サム・ホディアック
- アメリカン・ホラー・ストーリー:体験談（ギブス刑事）
- イージー (テレビドラマ)（英語版）
- 1923
- うわさのツインズ リブとマディ（シンディ）
- NCIS: ニューオーリンズ
- エル・シッド（サンチャ）
- Lの世界 ジェネレーションQ（ジジ・ゴルバニ〈セピデ・モアフィ〉）
- クイズ 〜100万ポンドを夢見た男〜（ソニア・ウッドリー〈ヘレン・マックロリー〉[33]）
- グッド・ワイフ
- クリミナル・マインド FBI行動分析課
- グランパは新米スパイ（ジュリー<ライラ・リッチクリーク>）
- 刑事モース
- こころ呼ぶとき（英語版）
- ザ・テラー 不名誉（エイミー）
- ザ・ミッシング〜囚われた少女〜（英語版）
- シカゴ P.D.
- シカゴ・ファイア
- シカゴ・メッド シーズン3（エイプリル・セクストン〈ヤヤ・ダコスタ〉）
- ジュピターズ・レガシー（グレース）
- S.W.A.T.
- スタートレック:ストレンジ・ニュー・ワールド
- ダーマー（シャーリー）
- 代理リベンジ（スホン母）
- ナイト・オブ・キリング 失われた記憶
- ナイトメア3〜最終章〜
- なぜ、エヴァンズに頼まなかったのか?
- ニックのいたずら（英語版）（リー〈エレーヌ・カオ（英語版）〉）
- ニュー・アムステルダム 医師たちのカルテ
- パニッシャー（ダイナ・マダニ〈アンバー・ローズ・レヴァ（英語版）〉）
- ビリオネア・アイランド（ピア・リル）
- ビリオンズ
- フュード/確執 ベティ vs ジョーン
- ブラック・ミラー（女性看護師）
- THE BLACKLIST/ブラックリスト
- ペニー・ドレッドフル 〜ナイトメア 血塗られた秘密〜 シーズン3
- 亡国のスパイ〜かくも親密な裏切り〜
- HALSTON/ホルストン（パット）
- マーベル・シネマティック・ユニバース
  - ファルコン&ウィンター・ソルジャー
  - ロキ（ミニットメン女）
  - ホークアイ（女性秘書、スティーヴィーの母、メイド、女性教師、空手少年）
- マスター・オブ・ゼロ（アリス）
- マリブ・レスキューチーム: ザ・シリーズ（ダイアン）
- 名探偵ポワロ オリエント急行の殺人（アンドレニ伯爵夫人）※デアゴスティーニ版
- メリーハッピーとんでもホリデー（ジョイ）
- ラ・ブレア（パアラ）
- ロキ
- LAW & ORDER:UK（英語版）

#### テレビ番組
- The Ultimatum: Queer Love

#### アニメ
- おさるのジョージ
- オクトノーツと水中のどうくつ
- オッドボールズ
- シュガー・ラッシュ:オンライン（バレエ・ママ）
- スーパーヒーロー・パンツマン
- スパイダーマン:アクロス・ザ・スパイダーバース
- ねこのピート（ピートのお母さん）
- ヒルダの冒険 シーズン2（ゲルダ）
- ビッグマウス（リア）
- ブルーイ（ラスティ）
- LEGO スター・ウォーズ/フリーメーカーの冒険
- ロケッティア（サリーナ）

### ボイスオーバー
- アグリー・デリシャス: 極上の“食”物語
- アメリカお宝鑑定団ポーンスターズ
- 古代の宇宙人
- サイバー地獄:n番部屋 ネット犯罪を暴く（チャン・ウンジョ）
- ソーイング・ビー
- 逃亡犯の告白
- ネクスト・イン・ファッション
- 呪われた島 オーク・アイランドと財宝の謎
- バーダーズ 〜渡り鳥に魅せられて〜（ジョイス）
- パーフェクト・スイーツ：究極のケーキチャレンジ（エリン・ジーン・マクダウェル）
- ファイナル・テーブル
- ブラジル -消えゆく民主主義-
- ホットガールズ・ウォンテッド: オンライン・ラブ
- ラスト・チャンス
- ワールド オブ ダンス